# بربل كيس
بربل كيس هي فرقة فتيات كورية جنوبية تأسست من قبل شركة آر بي دبليو في 2020.